# Une enquête du Commissaire Prévôt
Une Enquête du Commissaire Prévôt  est un feuilleton policier français de 12  épisodes de 26 minutes, créé par Vicky Ivernel et diffusé à partir de 1955 sur R.T.F. Télévision.

## Distribution
Serge Reggiani : le commissaire Prévôt

Jacques Marin : l'inspecteur Lacoste

## Épisodes
1. Travail d’orfèvre
2. Le mort s'est évanoui
3. Le douzième album
4. L'honorable monsieur Planterose
5. Le Buveurs de bière
6. L'homme de la rue Raffet
7. Chassé croisé
8. Pension de famille
9. Dernier billet
10. Be bop
11. Un ami d'enfance
12. Un cœur à prendre